# Digital Versatile Doom
Digital Versatile Doom (alias Digital Versatile Doom: en vivo desde el Teatro Orpheum XXXVII AS) es el primer CD/DVD en vivo de la banda finlandesa HIM. El DVD fue dirigido por Meiert Avis en Los Ángeles en el Teatro Orpheum entre 14 y 15 de noviembre de 2007.

## Lista de canciones

### Lista de pistas del CD
1. "Passion's Killing Floor"
2. "Rip out the Wings of a Butterfly"
3. "Buried Alive by Love"
4. "Wicked Game"
5. "The Kiss of Dawn"
6. "Vampire Heart"
7. "Poison Girl"
8. "Dead Lovers' Lane"
9. "Join Me in Death"
10. "It's All Tears (Drown in This Love)"
11. "Sleepwalking Past Hope" (Tiempo extendido en el DVD)
12. "Killing Loneliness"
13. "Soul on Fire"
14. "Your Sweet 666"
15. "Bleed Well"
16. "The Funeral of Hearts"

### Lista de pistas de la versión ITunes
1. "Intro (Blood Theme)"
2. "Passion's Killing Floor"
3. "Rip out the Wings of a Butterfly"
4. "Buried Alive by Love"
5. "Wicked Game"
6. "The Kiss of Dawn"
7. "Vampire Heart"
8. "Poison Girl"
9. "Dead Lovers' Lane"
10. "Join Me in Death"
11. "It's All Tears (Drown in This Love)"
12. "Sleepwalking Past Hope" (10:41 minutos de duración)
13. "Killing Loneliness"
14. "Soul on Fire"
15. "Your Sweet 666"
16. "Bleed Well"
17. "Right Here in My Arms"
18. "The Funeral of Hearts"
19. "V.D.O. (Venus Doom Outro)"

- Datos: Q26379